# Interacción parasocial

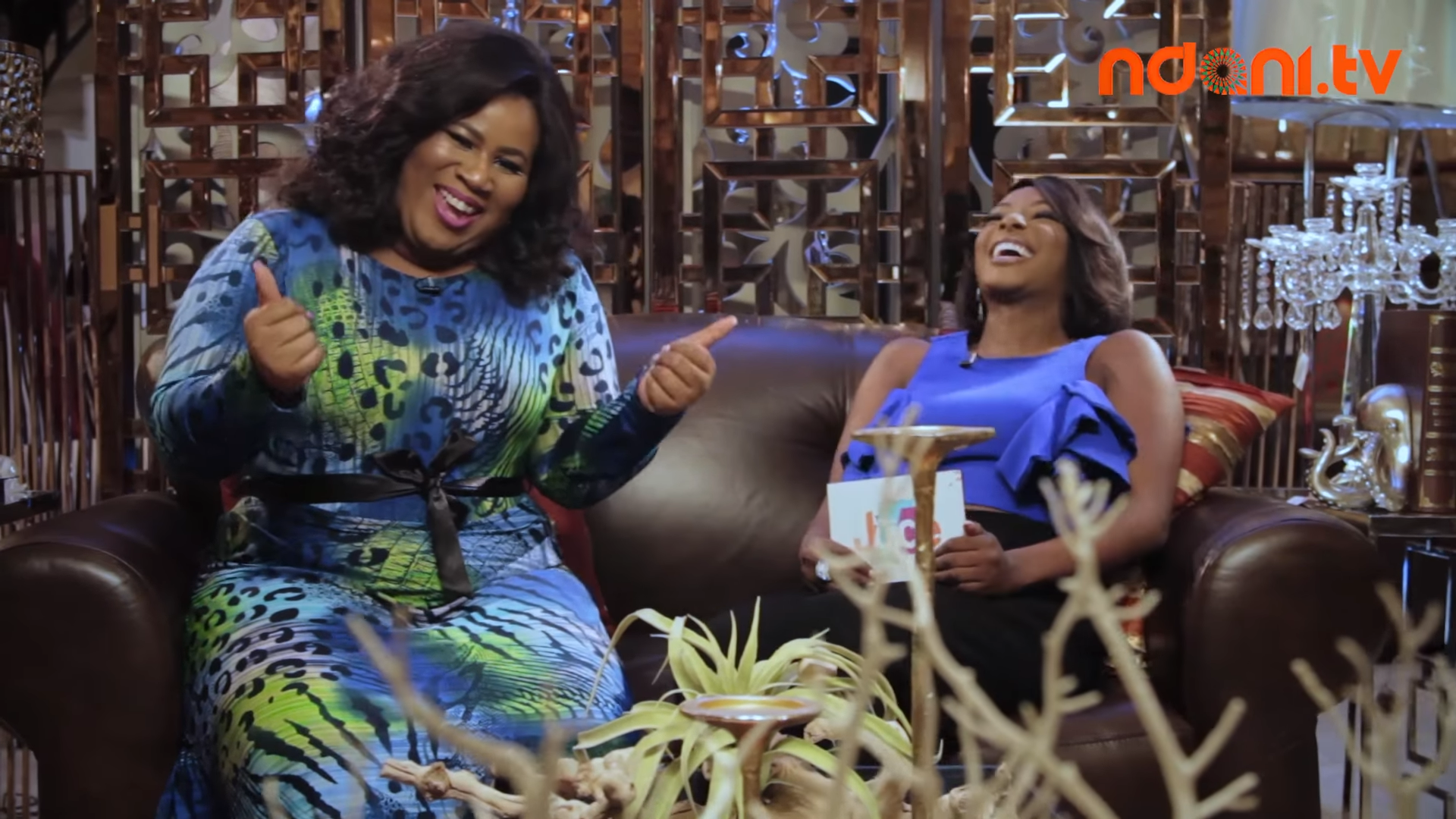
Las personalidades mediáticas que aparecen con regularidad en los medios de comunicación masiva, como videos en línea, pueden llegar a ser percibidas por el espectador como amigos.

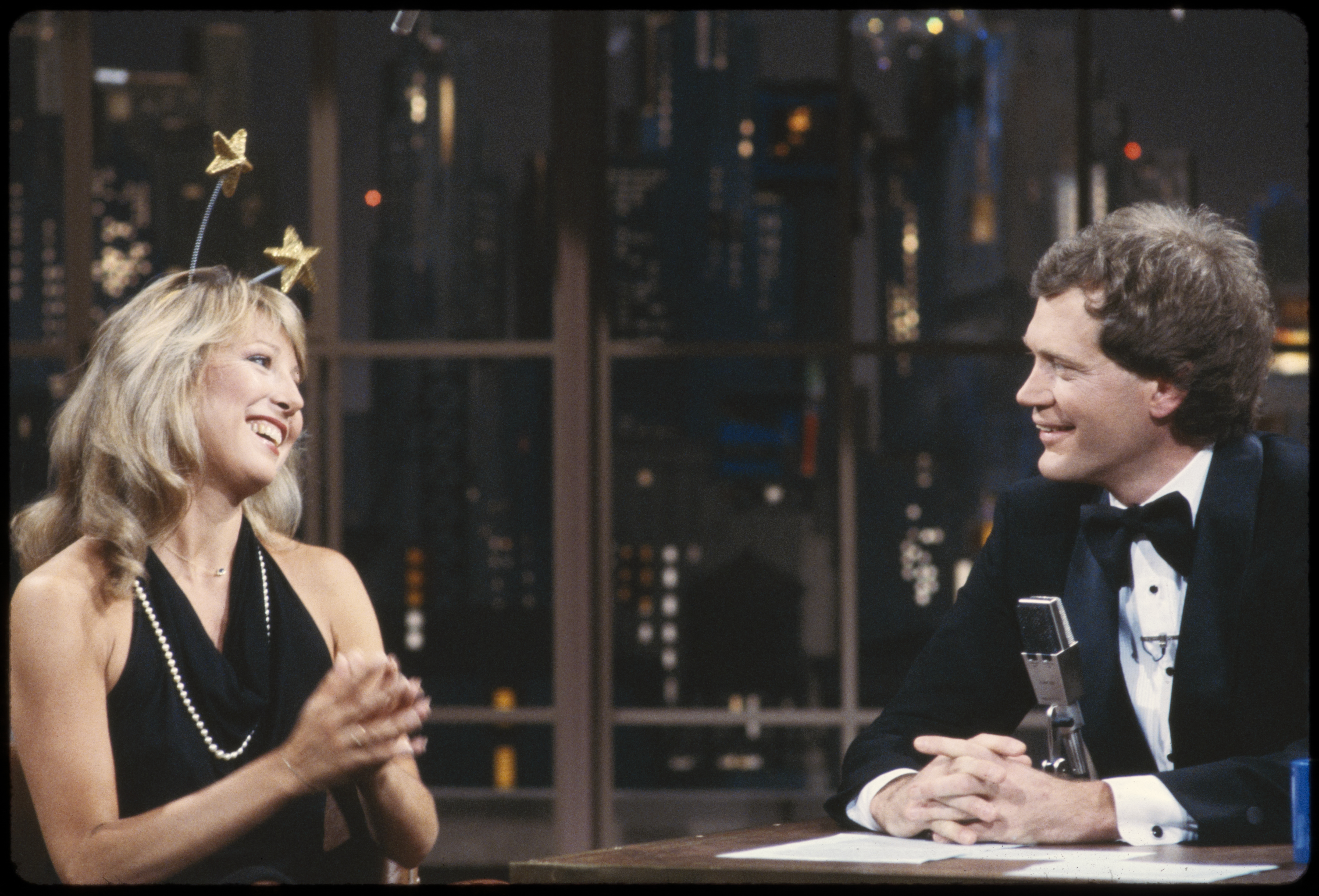
Los televidentes pueden desarrollar relaciones parasociales con celebridades o presentadores que se ven en la televisión.

La interacción parasocial o relación parasocial (IP/RP) se refiere a un tipo de relación psicológica experimentada por una audiencia en sus encuentros mediados con los artistas en los medios de comunicación, particularmente en la televisión y en las plataformas en línea . Los televidentes llegan a creer que se tiene una amistad con personas de las redes sociales, celebridades, entre otros, aunque las interacciones sean pocas o nulas. La IP se describe como una experiencia social ilusoria, en la que los espectadores de los medios interactúan con personajes, por ejemplo: presentadores de programas de entrevistas, celebridades, personajes ficticios, personas influyentes en las redes sociales, como si estuvieran involucrados en una relación recíproca con ellos.
Una interacción parasocial, es una exposición que genera interés a una persona, se convierte en una relación parasocial después de una exposición repetida de una celebridad o persona de los medios hace que el usuario desarrolle ilusiones de intimidad, amistad e identificación.

## Evolución del término
La interacción parasocial se describió desde la perspectiva de los medios y los estudios de comunicación. En 1956, Horton y Wohl, exploraron las diferentes interacciones entre los usuarios de medios de comunicación y las figuras de estos mismos y determinaron la existencia de la relación parasocial (RP), donde el usuario cree que está involucrado en una relación social típica. Sin embargo, la interacción parasocial existía antes de los medios masivos, cuando una persona establecía un vínculo con figuras políticas, dioses o incluso espíritus.
Desde entonces, el término ha sido adoptado por los psicólogos para ampliar sus estudios sobre las relaciones sociales que surgen entre los consumidores de los medios de comunicación y las figuras que ven representadas en ellos. Horton y Wohl sugirieron que para la mayoría de las personas, las interacciones parasociales con la persona complementan sus interacciones sociales actuales, al tiempo que sugirieron que hay algunos individuos que exhiben una parasocialidad extrema, o que sustituyen las interacciones sociales reales por interacciones parasociales.

## Mascotas virtuales
La interacción parasocial se ve reflejada también en las mascotas virtuales, no solo en las celebridades. Esta puede verse reflejada en interacciones con representaciones de seres, las cuales dependen del jugador y, en ciertos casos, este genera una relación afectiva con la representación de un ser vivo que requiere cuidados. Asimismo, estos pueden ser representaciones de individuos que han experimentado y mantenido una relación afectiva real, y que por diversas razones no pueden permanecer en su existencia, además de la mascota virtual. Se puede otorgar el nombre de una mascota fallecida a una mascota virtual y generar un recuerdo en una persona, y se establece una conexión parasocial con un ser que representa a otro que ya no se encuentra presente.